# Federação Haitiana de Voleibol
A Federação Haitiana de Voleibol  (em francês ːFédération Haïtienne de Volley-Ball,FHVB) é  uma organização fundada em 1959 que governa a pratica de voleibol no Haiti, sendo membro da Federação Internacional de Voleibol, a entidade é responsável por  organizar  os campeonatos nacionais de  voleibol masculino e feminino no país.